# Schmalschlägerstraße
Die Schmalschlägerstraße ist eine Straße in der oberbayerischen Kurstadt Bad Reichenhall.

## Beschreibung
Die Schmalschlägerstraße ist eine Innerortsstraße in Bad Reichenhall, die beim Gasthof Kaitl von der Thumseestraße/Staatsstraße 2101 abzweigt und nach einer Gabelung jeweils beim Palfner- bzw. beim Mesnerbauern als Sackgasse endet. Die Schmalschlägerstraße ist die einzige Straße der Stadt, die nach ihrem Erbauer benannt ist. Die Schmalschlägerstraße überwindet von der Thumseestraße bis zum Ende einen Höhenunterschied von knapp 100 Metern.
Bis zum Kindergarten bei der Grundschule Karlstein ist an der Schmalschlägerstraße einseitig ein Gehweg angelegt.

## Geschichte

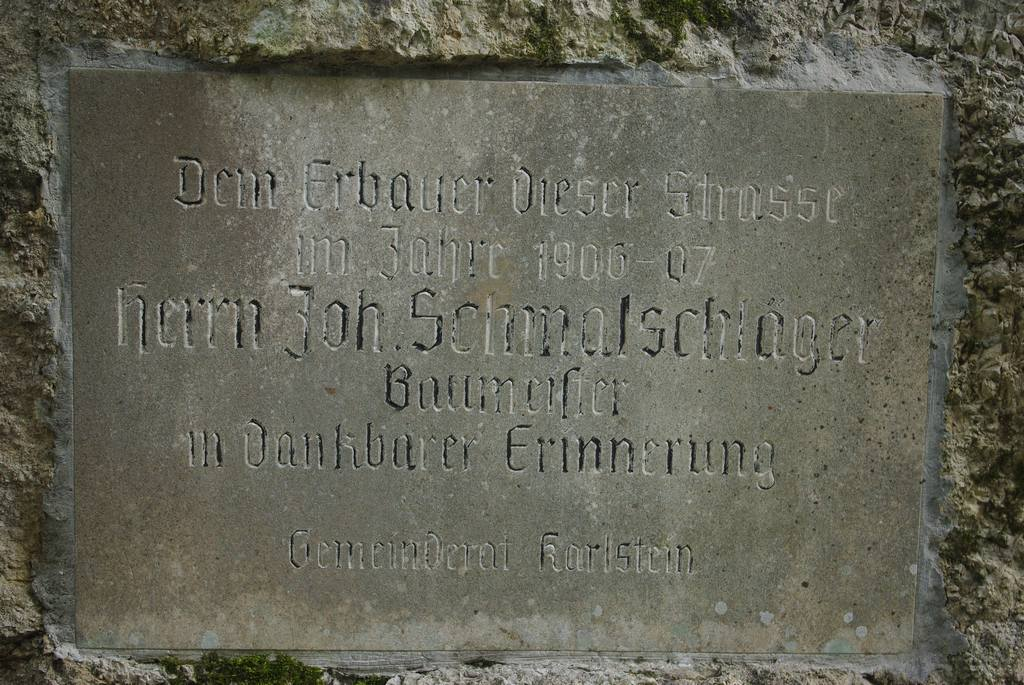
Gedenktafel an der Schmalschlägerstraße

An der Schmalschlägerstraße befanden sich die ersten bekannten Siedlungen im Reichenhaller Tal. Die vorgeschichtlichen Siedlungsplätze von Karlstein wurden zwischen 1901 und 1905 durch den Bad Reichenhaller Heimatforscher Josef Maurer archäologisch untersucht. Die ältesten Funde stammen aus der ausgehenden Jungsteinzeit. Scherben der Glockenbecherkultur sind heute die ältesten Nachweise menschlicher Besiedelung in Bad Reichenhall. An den Nordhängen unterhalb der Kirche St. Pankraz und der Burgruine Karlstein entdeckte Maurer neun Wohnhütten aus der Bronzezeit. Weitere Funde an der Schmalschlägerstraße stammen aus der Urnenfelder-, Hallstatt- und der späten La-Tène-Zeit. 
Kurz vor 1150 wurde die Burg Karlstein erbaut. Bereits im 15. Jahrhundert wurde eine Pankrazkirche bei der Burg urkundlich erwähnt, eine alte Wallfahrtskirche auf dem Pankrazfelsen wurde zwischen 1687 und 1689 durch die heutige Pankrazkirche ersetzt. 
Die Schmalschlägerstraße wurde zwischen 1906 und 1907 durch Johann Schmalschläger erbaut, beim Haus Nr. 12 wurde vom Gemeinderat der früher eigenständigen Gemeinde Karlstein eine Gedenktafel angebracht.
Bis in die 1960er Jahre befand sich an der Schmalschlägerstraße – in etwa dort, wo sich heute der Park befindet – das Kaitlbad, ein überwiegend aus Holz errichtetes Freibad, das vom Seebach gespeist wurde.

## Baudenkmäler

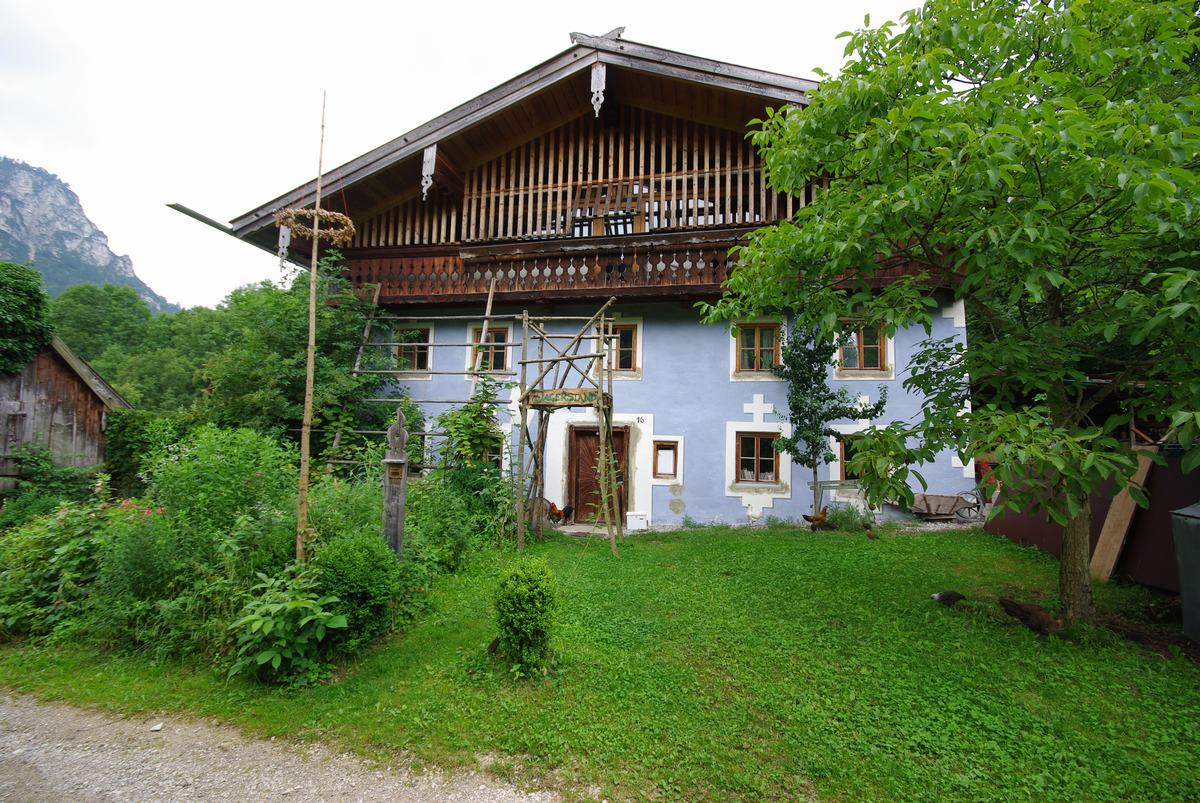
Palfnerbauer

Bekannteste Baudenkmäler sind die Burgruine Karlstein und die Pankrazkirche. Beide befinden sich südlich oberhalb der Schmalschlägerstraße und sind nur über einen Fußweg zu erreichen. Während die Pankrazkirche in der Regel verschlossen ist und der Innenraum nur durch eine kleine Sichtöffnung in der Tür betrachtet werden kann, ist die Burgruine ständig geöffnet. Die Pankrazkirche gilt zudem als „landschaftsprägendes Baudenkmal“. Weitere in die Denkmalliste eingetragene Bauwerke sind das Schlössl und der Palfnerbauer – jeweils mit Nebengebäuden – am südwestlichen Ende der Schmalschlägerstraße.

## Bodendenkmäler
Neben den Baudenkmälern gibt es an oder entlang der Schmalschlägerstraße auch viele Bodendenkmäler, die auch in die entsprechende Denkmalliste eingetragen sind. Die meisten davon befinden sich am Haiderburgstein östlich der Kirche St. Pankraz, an den Nordhängen des Pankrazfelsens und des Burgbergs sowie im Bereich des Schlössls und stehen im Zusammenhang mit den vorgeschichtlichen Siedlungsplätzen von Karlstein. Weitere Bodendenkmäler sind untertägige Befunde verschiedener Epochen und von Vorgängerbauten im Bereich der Burgruine und der Pankrazkirche.